# Amador City
Amador City – miasto w Stanach Zjednoczonych, w stanie Kalifornia, w hrabstwie Amador.

## Demografia
Według spisu ludności przeprowadzonego przez United States Census Bureau, w roku 2010 miasto Amador City miało 185 mieszkańców. W roku 2023 liczba mieszkańców wzrosła do 204 osób, a gęstość zaludnienia do 255 osób/km².